# La Chuparosa
La Chuparosa – jednostka osadnicza w Stanach Zjednoczonych, w stanie Teksas, w hrabstwie Starr.